# Rue Mouffetard
Rue Mouffetard – ulica w Paryżu położona w granicach 5. dzielnicy.
Ulica oraz jej okolice należą do najstarszych miejsc w Paryżu. Obecnie na terenie ulicy znajdują się liczne kawiarnie, restauracje, a także otwarty regularnie targ.

## Historia
Historia ulicy sięga epoki rzymskiej. Wówczas Rue Mouffetard była częścią drogi prowadzącej wzdłuż południowego brzegu Sekwany (Rive Gauche), która następnie ciągnęła się aż do granic Włoch.
W średniowieczu na ulicy wybudowany został kościół, a od 1792 roku stała się ona główną arterią miasta.
W obecnym stanie ulica przetrwała praktycznie niezmieniona do dziś, dzięki leżącemu obok wzgórzu Sainte-Genevieve, które uniemożliwiło ewentualne zmiany związane z przebudową Paryża dokonaną przez Georges'a Haussmanna.